# Tramolé
Tramolé és un municipi francès situat al departament de la Isèra i a la regió d'Alvèrnia-Roine-Alps. L'any 2007 tenia 521 habitants.

## Demografia

### Població
El 2007 la població de fet de Tramolé era de 521 persones. Hi havia 176 famílies de les quals 28 eren unipersonals (20 homes vivint sols i 8 dones vivint soles), 56 parelles sense fills i 92 parelles amb fills.
La població ha evolucionat segons el següent gràfic:
Habitants censats

### Habitatges
El 2007 hi havia 200 habitatges, 183 eren l'habitatge principal de la família, 12 eren segones residències i 5 estaven desocupats. 197 eren cases i 2 eren apartaments. Dels 183 habitatges principals, 170 estaven ocupats pels seus propietaris, 8 estaven llogats i ocupats pels llogaters i 5 estaven cedits a títol gratuït; 13 tenien tres cambres, 45 en tenien quatre i 125 en tenien cinc o més. 161 habitatges disposaven pel capbaix d'una plaça de pàrquing. A 62 habitatges hi havia un automòbil i a 113 n'hi havia dos o més.

### Piràmide de població
La piràmide de població per edats i sexe el 2009 era:
| Homes | Edats   | Dones |
| ----- | ------- | ----- |
| 0     | 95 o +  | 0     |
| 0     | 90 a 94 | 4     |
| 0     | 85 a 89 | 4     |
| 0     | 80 a 84 | 0     |
| 12    | 75 a 79 | 12    |
| 4     | 70 a 74 | 4     |
| 8     | 65 a 69 | 4     |
| 4     | 60 a 64 | 8     |
| 8     | 55 a 59 | 16    |
| 16    | 50 a 54 | 8     |
| 4     | 45 a 49 | 20    |
| 24    | 40 a 44 | 4     |
| 32    | 35 a 39 | 32    |
| 16    | 30 a 34 | 24    |
| 16    | 25 a 29 | 12    |
| 12    | 20 a 24 | 4     |
| 20    | 15 a 19 | 20    |
| 24    | 10 a 14 | 24    |
| 24    | 5 a 9   | 8     |
| 36    | 0 a 4   | 12    |

## Economia
El 2007 la població en edat de treballar era de 326 persones, 254 eren actives i 72 eren inactives. De les 254 persones actives 243 estaven ocupades (128 homes i 115 dones) i 11 estaven aturades (5 homes i 6 dones). De les 72 persones inactives 26 estaven jubilades, 25 estaven estudiant i 21 estaven classificades com a «altres inactius».

### Ingressos
El 2009 a Tramolé hi havia 182 unitats fiscals que integraven 534,5 persones, la mediana anual d'ingressos fiscals per persona era de 22.395 €.

### Activitats econòmiques
Dels 14 establiments que hi havia el 2007, 1 era d'una empresa de fabricació de material elèctric, 2 d'empreses de fabricació d'altres productes industrials, 4 d'empreses de construcció, 1 d'una empresa de transport, 1 d'una empresa d'hostatgeria i restauració, 1 d'una empresa d'informació i comunicació, 1 d'una empresa immobiliària, 1 d'una empresa de serveis, 1 d'una entitat de l'administració pública i 1 d'una empresa classificada com a «altres activitats de serveis».
Dels 6 establiments de servei als particulars que hi havia el 2009, 2 eren tallers de reparació d'automòbils i de material agrícola, 1 paleta, 1 fusteria, 1 electricista i 1 agència immobiliària.
L'any 2000 a Tramolé hi havia 9 explotacions agrícoles que ocupaven un total de 340 hectàrees.

## Poblacions més properes
El següent diagrama mostra les poblacions més properes.